# Антон Гюнтер I (Шварцбург-Зондерсхаузен)
Антон Гюнтер I фон Шварцбург-Зондерсхаузен (на немски: Anton Günther I von Schwarzburg-Sondershausen; * 9 януари 1620; † 19 август 1666)
от фамилията Дом Шварцбург управлява като граф Шварцбург-Зондерсхаузен с резиденция град Зондерсхаузен от 1642 г. до смъртта си.
Той е син на граф Кристиан Гюнтер I фон Шварцбург-Зондерсхаузен (1578 – 1642) и съпругата му Анна Сибила фон Шварцбург-Рудолщат (1584 – 1623), дъщеря на граф Албрехт VII фон Шварцбург-Рудолщат.
След смъртта на баща му през 1642 г. Антон Гюнтер I и братята му си поделят графството. По-големият му брат Кристиан Гюнтер II получава горната част на графството с резиденция в Арнщат. Антон Гюнтер I получава долната част на Шварцбург-Зондерсхаузен с изключение на селищата, които получава по-малкият му брат Лудвиг Гюнтер II.
Антон Гюнтер I прави много за църквите и училищата.

## Фамилия
Антон Гюнтер I се жени на 29 октомври 1644 г. за пфалцграфиня Мария Магдалена фон Пфалц-Цвайбрюкен-Биркенфелд (1622 – 1689), дъщеря на пфалцграф и херцог Георг Вилхелм фон Пфалц-Цвайбрюкен-Биркенфелд и съпругата му Доротея фон Солмс-Зоненвалде. Те имат децата:
- Анна Доротея (1645 – 1716) ∞ на 20 юни 1672 г. в Гера за граф Хайнрих IV Ройс-Гера (1650 – 1686)
- Кристиан Вилхелм (1647 – 1721), граф и от 1697 имперски княз на Шварцбург-Зондерсхаузен
- Клара Юлиана (1648 –1739)
- Елеонора София (1650 –1718), деканиска в Кведлинбург
- Антон Гюнтер II (1653 – 1716), граф и от 1697 имперски княз на Шварцбург-Зондерсхаузен цу Арнщат
- Мария Магдалена (1655 – 1727)
- Георг Фридрих или Рудолф (1657)
- Георг Ернст (1658 – 1659)
- Лудвиг Гюнтер III (1660)
- Йохана Елизабет (1662 – 1720)